# Quận Atascosa, Texas
Quận Atascosa, Texas là một quận trong tiểu bang Texas, Hoa Kỳ. Quận lỵ đóng ở thành phố Jourdanton.

## Thông tin nhân khẩu
Theo điều tra dân số 2 năm 2000, đã có 38.628 người, 12.816 hộ gia đình, và 10.022 gia đình sống trong quận. Mật độ dân số là 31 người cho mỗi dặm vuông (12/km ²). Có 14.883 đơn vị nhà ở với mật độ trung bình là 12 cho mỗi dặm vuông (5/km ²). Cơ cấu dân tộc của dân cư quận gồm 73,23% người da trắng, 0,60% da đen hay Mỹ gốc Phi, 0,80% người Mỹ bản xứ, 0,31% người châu Á, 0,06% người đảo Thái Bình Dương, 21,53% từ các chủng tộc khác, và 3,47% từ hai hoặc nhiều chủng tộc. 58,56% dân số là người Hispanic hay Latino thuộc chủng tộc nào.
Có 12.816 hộ, trong đó 41,70% có trẻ em dưới 18 tuổi sống chung với họ, 60,30% là các cặp vợ chồng sống với nhau, 13,00% có chủ hộ là nữ không có mặt chồng, và 21,80% là không lập gia đình. 18,90% của tất cả các hộ gia đình đã được tạo thành từ các cá nhân và 8,70% có người sống một mình 65 tuổi trở lên đã được người. Bình quân mỗi hộ là 2,99 và cỡ gia đình trung bình là 3,41.
Trong quận, cơ cấu tuổi dân cư với 31,70% ở độ tuổi dưới 18, 8,90% 18-24, 27,60% 25-44, 21,00% 45-64, và 10,80% người 65 tuổi trở lên. Tuổi trung bình là 32 năm. Cứ mỗi 100 nữ có 96,60 nam giới. Cứ mỗi 100 nữ 18 tuổi trở lên, đã có 94,20 nam giới.
Thu nhập trung bình cho một gia đình trong quận đã được $ 33.081, và thu nhập trung bình cho một gia đình được $ 37,705. Nam giới có thu nhập trung bình $ 27.702 so với 18.810 $ cho phái nữ. Thu nhập trên đầu cho các quận được $ 14,276. Giới 16,10% gia đình và 20,20% dân số sống dưới mức nghèo khổ, trong đó có 25,60% những người dưới 18 tuổi và 21,70% có độ tuổi từ 65 trở lên.